# 豊島区立熊谷守一美術館
豊島区立 熊谷守一美術館（としまくりつ くまがいもりかずびじゅつかん）は、東京・千早の熊谷守一の旧居跡地に次女の熊谷榧が1985年に開設した守一の記念美術館。

## 施設
熊谷守一の油絵を約30点、墨絵・書・クレパス画・鉛筆画などを約130点収蔵・展示している。（開館間もない1993年時点での収蔵点数は、油絵16点など計54点だった。）
収蔵の油絵は、守一のアトリエに残されていたもの、寄贈を受けたもの、榧が購入したものなどからなり、4号Fの小品が殆どである。墨絵は日本画というよりは単に筆と色墨で和紙に描いたもので、かなり昔から数知れず即興で描いては人に渡しており、制作年不詳のものが多い。書は余技として画商に与えていたもので、開館当初はあまり展示していなかったが、近年は墨絵と同じように高い評価を受けるようになり展示を拡充している。

### 外観

外壁に描かれた『赤蟻』

コンクリート打ち放しの外壁の建物は一般住宅や中小マンションが立ち並ぶ住宅街のただ中にあるが、町の風景によく溶け込んでいる。道路に面した外壁には、砂糖を運ぶ数匹のアリを描いた守一の1971年の油彩『赤蟻』が拡大されて刻まれている。薄灰のモノトーンを持ち味とするコンクリート打ち放しの建物で彩色の装飾を用いる事例は珍しい。
入口のドアの把手は、守一の『朝のはじまり』という三重丸を描いた作品を象っている。また入口の左手には、守一をモデルにした榧の彫刻作品『いねむるモリ』が置かれている。

### 館内
入口を入って右手は大きく窓をとったカフェ (Café Kaya) になっており、その窓辺には榧の作品のオブジェが飾られ、ほか榧の油絵やゆかりの作家の作品も見ることができる。カフェではコーヒー・紅茶と焼き菓子が、榧の手ひねりの器で提供される。また併設されたミュージアムショップでは絵葉書や絵入りのハンカチなどを販売している。
入口を入って左手が第一展示室になっている。展示室のドアは、守一が「自画像」と称した最晩年の作品『夕暮れ』の二重丸を象っている。展示室の床は道路側に向かってわずかに傾斜し、絵の佇まいと調和するかのように直線と曲線を組み合わせた壁面には、個人から貸与されたものも含め、展示替えしない約30点の油絵を常設している。それぞれの作品の傍らには、榧による実の娘ならではのねんごろな解説が添えられている。部屋の隅に立てかけてある古色蒼然としたチェロは、守一が若い頃の音楽家の友人らに倣って自己流に弾いていたものである。
2階の第2展示室では、墨絵、書、パステル画、クロッキーなど初期から晩年までの所蔵作品を季節に応じて約25点選び展示している。
3階は貸しギャラリーになっており、週替わりで様々な作家の個展や、デッサン会など美術館の企画行事を行なっている。

## 沿革
もともと画業に恬淡としていた守一は千駄木や東中野の借家で家族と貧乏暮らしを続けていたが、五十路となって1932年に千早のこの地へ移り、1977年に97歳で没するまでここで過ごした。戦前にこの近辺は池袋モンパルナスと呼ばれ、前衛芸術を志す若者達がたむろす一帯だった。
引っ越した当時の周囲は畑で、敷地の北半分30坪ほどが山小屋のような家屋、道路に面した南半分50坪ほどが鬱蒼とした庭だった（庭は道路拡幅などで後に若干狭くなる）。池をそなえたこの庭は雑木林のように草木が青々と密生し、まさに深山幽谷という趣でさながら仙境のようだった。既に二科の長老格だった守一はここでも悠揚とした生活を続け、描きたいときに筆をとり、描かないときには庭を眺めて草木や虫や小動物を倦むことなく観察するという具合だった。
守一は60代半ば以降は正門から全く外に出ないという隠遁生活になったが、取材の記者、絵を頼みに来る画商、守一を慕って押し掛けるファンなど、晩年まで連日のように来客が絶えなかったという。
守一の死後、残された妻の秀子が衰弱して長男の黄の家に引き取られると、この家は空き家となった。そして次女の榧は、「いつでも父（モリ）の絵を見てもらいたい」と思い、この地を守一の美術館とする構想を持った。アトリエを保存しようという周囲の声もあったが、榧は「画家にとって作品が全て」と考え、最終的に庭の木数本を残して土地は整地されて現在の建物が建てられ、1985年5月28日に私設美術館として熊谷守一美術館が開館した。
2005年からは2階を貸しギャラリーから第2展示室に転換し、守一の墨絵と書を主に展示するようになった。
2007年には館長の榧の「末永くこの地に熊谷守一美術館を残したい」という思いから、守一の作品153点を寄贈する形で豊島区に移管され、区立美術館となった。

## アクセス
- 要町駅 徒歩9分
- 千川駅 徒歩9分
- 椎名町駅 徒歩13分

## 利用案内
- 開館時間 : 10:30 - 17:30
- 休館日 : 毎週月曜日、年末年始
- 観覧料 : 一般500円